# 핫 워터 비치

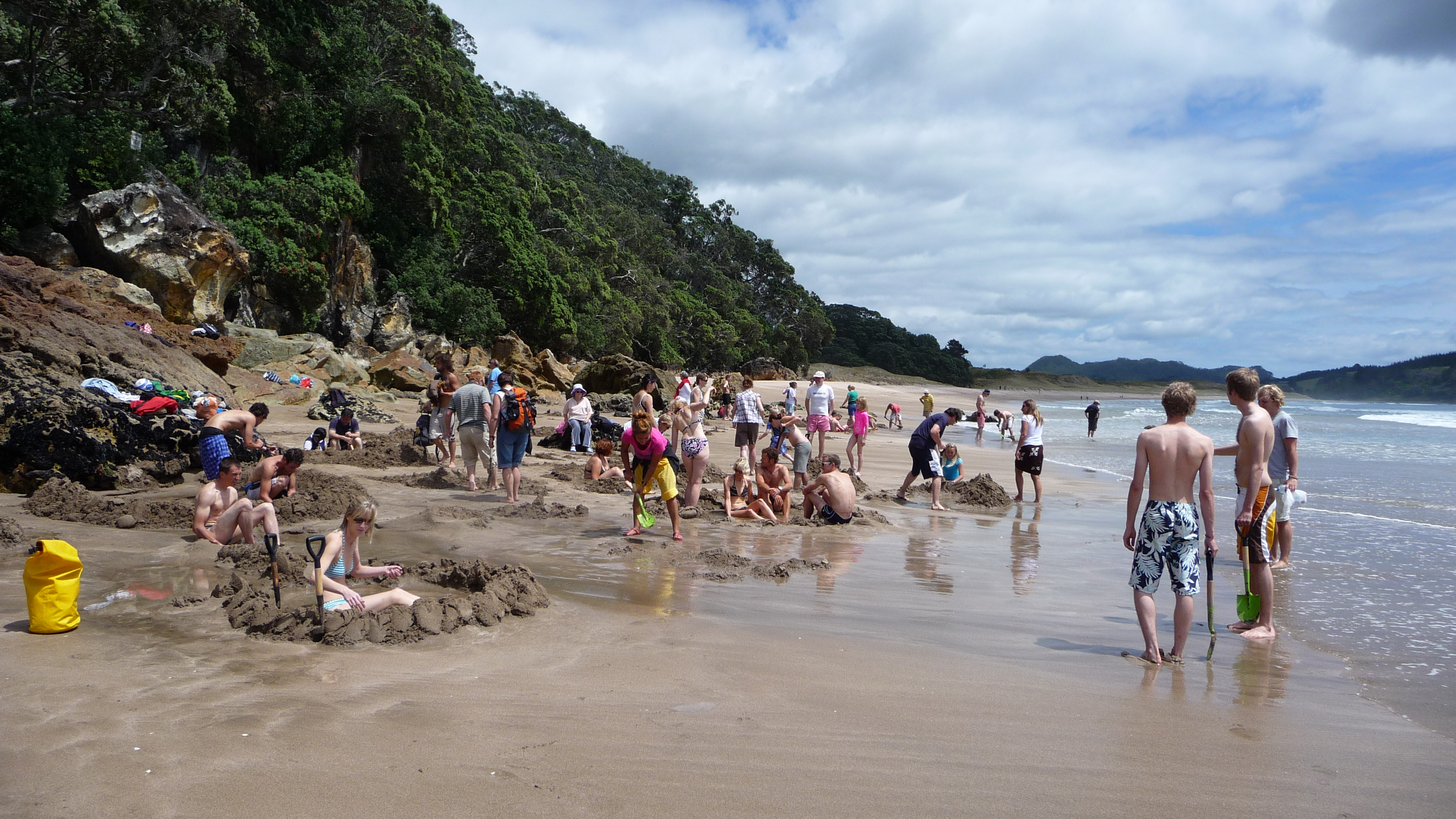
핫 워터 비치

핫 워터 비치(Hot Water Beach)는 뉴질랜드 북섬 와이카토 지방 코로만델반도 동부에 있는 해안가로 머큐리만 남쪽에 있다. 휘티앙가로부터 남동쪽으로 12km, 오클랜드로부터 차량으로 175km 가량 떨어져 있다. 핫 워터 비치라는 명칭은 모래 밑에 있는 온천수에서 유래했다. 현지인과 관광객 모두 핫 워터 비치를 많이 방문하는데 연간 방문객 수는 70만 명으로 와이카토에서 가장 인기 있는 지열 관련 장소들 중 한 곳이다.

## 온천수
썰물 때 모래를 파면 온천수를 볼 수 있다. 온천수 온도는 64도다. 많은 방문객들이 큰 구멍을 파고 온천욕을 하며 휴식을 취한다. 많은 방문객들이 삽과 바구니를 챙겨오지만 인근 상점에서 삽을 빌릴 수 있다.

## 안전
이안류 문제 때문에 깃발로 표시된 영역 내에서만 수영을 할 수 있다.